# John A. Hall
John A. Hall é um académico, autor de várias obras (algumas delas publicadas em língua portuguesa) sobre diversos tópicos de ciências sociais, focando particularmente o surgimento do Capitalismo, o nacionalismo e a sociedade moderna. 
Doutorou-se em 1976 pela London School of Economics. É actualmente professor de Sociologia na Universidade James McGill em Montreal, no Québec (desde 1991).
John Hall trabalha actualmente (2004), entre outros textos, numa biografia de Ernest Gellner, que conheceu pessoalmente e por quem foi profundamente influenciado. 

## Extrato da lista de títulos publicados
- Hall, J. 2003. The Nation-State in Question, (co-editado com T.V. Paul e G.J. Ikenberry), contém "Nation-States in History", Princeton.
- Hall, J. e T.V. Paul (eds). 1999. International Order and the Future of World Politics, Princetion.
- Hall, J. e C. Lindholm. 1999 and 2001. Is America Breaking Apart?. Princeton.
- Hall, J (ed). 1998. The State of the Nation: Ernest Gellner and the Theory of Nationalism. Cambridge.
- Hall, J. 1997. "Britain's Decline,"in A. Clesse, ed., The Vitality of Britain. Institute for European and International Studies (Luxembourg).
- Hall, J. e I.C. Jarvie (editoress). 1996. The Social Philosophy of Ernest Gellner. Rodopi.
- Hall, J. 1996. International Orders. Polity.
- Hall, J. 1994. Coercion and Consent: Studies on the Modern State. Polity Press.
- Hall, J., e I.C. Jarvie (editores). 1992. Transition to Modernity: Essays on Power, Wealth and Belief. Cambridge University Press. Contains "Peace, peace at last?"
- Hall, J., e J. Ikenberry. 1989. The State. Open University Press. Traduzido para Português.
- Hall, J. 1988. Liberalism: Politics, Ideology and the Market , Paladin.
- Hall, J., Baechler, J., and M. Mann (editoress). 1988. Europe and the Rise of Capitalism.Basil Blackwell. Contém "States and societies: the miracle in comparative perspective." Traduzido para Português.
- Hall, J. 1986. Powers and Liberties: The Causes and Consequences of the Rise of the West. Penguin. Traduzido para Espanhol.
- Hall, J (ed). 1986. Rediscoveries: Some Neglected Modern European Political Thinkers. Oxford University Press.
- Hall, J (ed). 1986. States in History. Basil Blackwell. Contém "States and Economic Development: Reflections on Adam Smith." Traduzido para português.
- Hall, J. 1981. Diagnoses of Our Time: Six Views of Our Social Condition. Heinemann Educational Books.
- Hall, J. 1979. The Sociology of Literature. Longmans.